# Ismael Valadez
Ismael Valadez  Arce (Tejupilco, México, 14 de septiembre de 1985) es un futbolista mexicano retirado que jugaba en la posición de delantero. A partir del 2017, es uno de los representantes del Ascenso MX en la Asociación Mexicana de Futbolistas junto a Alfonso Rippa.

## Trayectoria

### Inicios
Valadez debuta como profesional con el Club Deportivo Toluca en el torneo Apertura 2004 de la mano de Ricardo Ferretti, entrando de cambio por Uzziel Lozano en un partido de visita ante Santos Laguna. Poco a poco, fue haciéndose de minutos en el equipo, alternando durante toda su estadía en el club con la filial de segunda, el Atlético Mexiquense. Consigue marcar su primer gol en el torneo Apertura 2005, mismo en el cual consigue el título de Primera División, y medio semestre más tarde, en el Clausura 2006, marca su primer gol en liguilla en los cuartos de final ante el Deportivo Cruz Azul. Se mantiene en el Toluca hasta el 2008. Dejando un total de 33 partidos jugados y solamente 3 anotaciones.
Es trasladado al Atlante Fútbol Club para la temporada 2008-2009. No obstante, empieza jugando con la filial de "Primera A", marcando 2 goles en 5 encuentros. Finalmente, es llamado al primer equipo, pero tras muy pocas actuaciones y sin gol en el Apertura 2008 , nuevamente es mandado a jugar con la filial. Por segunda ocasión consigue buenos resultados y es convocado una vez más al primer equipo, pero lamentablemente para el delantero mexicano, ocurrió lo mismo que en la primera ocasión.

### Liga de Ascenso
Al no poder establecerse en primera, el ariete busca suerte en la Liga de Ascenso. Primeramente es cedido al Club León, luego a los Correcaminos de la UAT, seguido al Altamira y a los Dorados de Sinaloa. Durando únicamente una temporada en cada uno de los clubes, ya que a pesar de contar con buenos números, ninguno de los equipos decidió realizar la opción de compra. Finalmente, llega al Cruz Azul Hidalgo para el torneo Apertura 2012, quienes si se hacen con los servicios definitivos del jugador. Durante los siguientes 4 torneos cortos, Valadez consigue 17 anotaciones (más una extra en la Copa MX), consiguiendo así, que el Cruz Azul de Primera División, lo considerada para el torneo Clausura 2014. 
No obstante, vuelve a fracasar por tercera vez en la Liga MX. Jugó un total de 17 encuentros con el Cruz Azul, y no logró ni convertir tan solo un gol. (Si logra anotar con el equipo en la Concacaf Liga Campeones).
Para el torneo Apertura 2015 de la Liga de Ascenso, Valadez es anunciado como jugador de Cafetaleros de Chiapas, realizando un gran torneo, anotando 8 goles entre liga y copa. Su buena racha no terminaría ahí, ya que en el  Clausura 2016, conseguiría 10 dianas, estableciéndose como goleador solitario del certamen.
En junio de 2016. Es confirmado como refuerzo de los Leones Negros de la Universidad de Guadalajara de cara al Apertura 2016.
Al término del torneo Clausura 2019 concluyó su contrato con los Leones Negros de la Universidad de Guadalajara y se retiró porque nunca encontró lugar en ningún equipo.

## Clubes
| Club                         | País                | Año             | Partidos | Goles | Media |
| ---------------------------- | ------------------- | --------------- | -------- | ----- | ----- |
| Atlético Mexiquense          | México              | 2004 - 2008     | 38       | 7     | 0.18  |
| Deportivo Toluca             | México              | 2004 - 2008     | 33       | 3     | 0.09  |
| Potros Chetumal              | México              | 2008 - 2009     | 13       | 9     | 0.69  |
| Club de Fútbol Atlante       | México              | 2008 - 2009     | 10       | 1     | 0.1   |
| Club León                    | México              | 2009 - 2010     | 31       | 7     | 0.23  |
| Correcaminos de la UAT       | México              | 2010 - 2011     | 28       | 5     | 0.18  |
| Club de Fútbol Altamira      | México              | 2011 - 2012     | 16       | 10    | 0.63  |
| Dorados de Sinaloa           | México              | 2012            | 8        | 0     | 0     |
| Cruz Azul Hidalgo            | México              | 2012 - 2014     | 50       | 18    | 0.36  |
| Cruz Azul Fútbol Club        | México              | 2014 - 2015     | 24       | 1     | 0.04  |
| Cafetaleros de Chiapas       | México              | 2015 - 2016     | 37       | 19    | 0.51  |
| Leones Negros de la U. de G. | México              | 2016 - 2019     | 97       | 36    | 0.37  |
| Total en su carrera          | Total en su carrera | 2004 - Presente | 385      | 116   | 0.3   |

### Distinciones individuales
| Distinción                            | Año  |
| ------------------------------------- | ---- |
| Goleador del Clausura 2016 (10 goles) | 2016 |

| Distinción                           | Año  |
| ------------------------------------ | ---- |
| Goleador mexicano del año (21 goles) | 2016 |